# Энергетика Приморского края
Энергетика Приморского края — сектор экономики региона, обеспечивающий производство, транспортировку и сбыт электрической и тепловой энергии. По состоянию на 2018 год, на территории Приморского края эксплуатировались пять крупных тепловых электростанций, три мини-ТЭЦ, а также 74 небольших дизельных электростанций (ДЭС), общей мощностью 2777,8 МВт. В 2018 году они произвели 10 637 млн кВт·ч электроэнергии.

## История
Впервые электричество в Приморском крае было получено в 1885 году — при помощи нескольких динамо-машин было организовано электропитание прожекторов артиллерийских береговых батарей. В 1891 году начала работу первая динамо-машина на промышленном предприятии, снабжавшая электроэнергией мукомольный завод в селе Никольск-Уссурийск. В 1893 году начала работу первая электростанция во Владивостоке, она имела мощность 125 кВт, приводилась в действие локомобилем и обеспечивала освещение торгового центра. С 1897 года к этой электростанции начали подключать других городских потребителей. В 1900 году во Владивостоке работало уже пять небольших частных электростанций.
Строительство первой во Владивостоке электростанции общего пользования (ВГЭС № 1) было одобрено городской Думой в октябре 1910 года. Строительство станции, которое вело владивостокское отделение русского общества «Всеобщая компания электричества», было начато 5 марта 1911 года, а уже 18 февраля 1912 года электростанция начала вырабатывать электроэнергию. Изначально на ней были установлены два водотрубных паровых котла системы «Бабкок-Вилькокс» и два турбогенератора, мощность станции составляла 1350 кВт, в качестве топлива использовался уголь. В 1912 году станция обеспечивала электроэнергией 1785 потребителей, 1200 уличных фонарей. Нагрузка увеличивалась, в связи с чем в 1913 году установили новый котёл и обсуждали планы дальнейшего расширения станции, чему помешало начало Первой мировой войны.
В результате Гражданской войны часть электростанций региона была разрушена, другие работали не на полную мощность. В 1922 году оборудование ВГЭС-1 отремонтировали и модернизировали, её мощность увеличилась до 2775 кВт. В 1927—1928 годах были смонтрованы два котла и турбогенератор, станция достигла мощности 4850 кВт. После реконструкции 1932 года мощность ВГЭС № 1 составила 8 МВт, в 1933 году в результате установке еще одного турбогенератора типа мощность станции возросла до 11 МВт. В 1932 году на острове Русский была построена электростанция «КЭТ» мощностью 6 МВт, которая была соединена с ВГЭС № 1 кабелем напряжением 22 кВ, проложенным по дну бухты Золотой Рог, что позволило обеспечить параллельную работу обеих станций.
В 1930 году было принято решение о строительстве вблизи угольных разработок Артёма мощной тепловой электростанции. Проектирование Артемовской ГРЭС было завершено в 1931 году. Первый турбогенератор новой станции был запущен в работу 6 ноября 1936 года. На ГРЭС изначально были установлены две паровые турбины мощностью по 24 МВт, в дальнейшем мощность станции неоднократно увеличивалась. В 1938 году вступила в строй первая на Дальнем Востоке воздушная линия электропередачи напряжением 110 кВ от Артемовской ГРЭС до Владивостока.
В послевоенные годы развитие энергетики региона ускорилось. В 1946 году мощность Артёмовской ГРЭС увеличилась до 100 МВт. Строительство электростанции в Сучане (прежнее название Партизанска) планировалось еще в 1939 году, но в связи с началом войны было отложено. Земляные работы были начаты летом 1951 года, возведение главного корпуса — в 1952 году. Первый турбоагрегат Сучанской ГРЭС был пущен 14 декабря 1954 года. Строительство первой очереди станции было завершено в 1956 году, а к 1960 году после расширения ГРЭС ее мощность была увеличена более чем в два раза. В то время Сучанская ГРЭС была крупнейшей электростанцией Приморья и первой тепловой станцией Дальнего Востока, работающей на высоких параметрах пара. В 1973 году станция была переименована в Партизанскую ГРЭС.
В 1958 году на ВГЭС-1 станции был создан теплофикационный участок, что послужило началом создания централизованного теплоснабжения Владивостока, а в 1960 году она была переведена в режим работы теплоэлектроцентрали и переименована во Владивостокскую ТЭЦ-1. В мае 1965 года было начато строительство Владивостокской ТЭЦ-2. Пуск станции (в составе одной турбины мощностью 100 МВт и двух котлов) состоялся 22 апреля 1970 года. В 1984 году строительство Владивостокской ТЭЦ-2 было завершено, а Владивостокская ТЭЦ-1 в 1975 году была переведена в режим котельной. В 1961 году вводится в эксплуатацию первая на Дальнем Востоке ДЭП напряжением 220 кВ Сучанская ГРЭС — Чугуевка — Кенцухе.
Но мощностей существующих электростанций было недостаточно, быстрый рост энергопотребления привел к необходимости строительства крупнейшей на Дальнем Востоке тепловой электростанции. Дирекция строящейся Приморской ГРЭС была создана 1 апреля 1965 года. Первый энергоблок станции был пущен 15 января 1974 года. В июле 1990 года был сдан в эксплуатацию 9-й энергоблок мощностью 215 МВт, станция достигла полной установленной мощности 1485 МВт и её строительство было завершено.
В 2008 году на Владивостокской ТЭЦ-1 смонтировали мобильные газотурбинные электростанции мощностью 45 МВт (демонтированы в 2014 году). С 2010 года начался процесс перевода на природный газ электростанций и котельных Владивостока. В 2012—2014 годах в рамках подготовки к саммиту АТЭС были введены в эксплуатацию три мини-ТЭЦ на о. Русский. В 2014 году было начато строительство ТЭЦ «Восточная» во Владивостоке, станция была введена в эксплуатацию в 2018 году.

## Генерация электроэнергии
По состоянию на 2018 год, на территории Приморского края эксплуатировались пять крупных тепловых электростанций (Приморская ГРЭС, Владивостокская ТЭЦ-2, Артемовская ТЭЦ, Партизанская ГРЭС, ТЭЦ «Восточная») общей мощностью 2706,5 МВт, три мини-ТЭЦ на о. Русский общей мощностью 49,8 МВт, а также расположенные в зоне децентрализованного энергоснабжения 74 дизельные электростанции общей мощностью 21,5 МВт.

### Приморская ГРЭС
Расположена в п. Лучегорск, Пожарский район. Крупнейшая электростанция Приморского края, самая мощная тепловая электростанция на Дальнем Востоке России. Паротурбинная электростанция, в качестве топлива использует бурый уголь местного Лучегорского разреза, с которым образует единый технологический комплекс. Турбоагрегаты станции введены в эксплуатацию в 1974—1990 годах. Установленная электрическая мощность станции — 1467 МВт, тепловая мощность — 237 Гкал/час. Фактическая выработка электроэнергии в 2017 году — 5 382,5 млн кВт·ч (половина выработки электроэнергии в Приморском крае). Оборудование станции включает в себя в общей сложности девять турбоагрегатов: один мощностью 215 МВт, четыре мощностью по 210 МВт, два мощностью по 110 МВт и два мощностью по 96 МВт. Также имеется 9 котлоагрегатов. Принадлежит ООО «Приморская ГРЭС» (входит Сибирскую генерирующую компанию).

### Владивостокская ТЭЦ-2
Расположена в г. Владивостоке. Паротурбинная теплоэлектроцентраль, в качестве топлива использует природный газ (преимущественно) и каменный уголь. Турбоагрегаты станции введены в эксплуатацию в 1970—1984 годах. Установленная электрическая мощность станции — 497 МВт, тепловая мощность — 1051 Гкал/час. Фактическая выработка электроэнергии в 2017 году — 1971 млн кВт·ч. Оборудование станции включает в себя шесть турбоагрегатов, все разной мощности: 109, 105, 98, 80, 55, 50 МВт. Также имеется 14 котлоагрегатов. Запланирована модернизация станции с заменой трёх турбоагрегатов и реконструкцией 8 котлоагрегатов, которая должна быть завершена в 2025 году. Принадлежит АО «Дальневосточная генерирующая компания» (дочернее общество ПАО «РусГидро»).

### Артёмовская ТЭЦ
Расположена в г. Артёме. Паротурбинная теплоэлектроцентраль, в качестве топлива использует каменный и бурый уголь. Эксплуатируемые в настоящее время турбоагрегаты станции введены в эксплуатацию в 1967—2004 годах. Установленная электрическая мощность станции — 400 МВт, тепловая мощность — 297 Гкал/час. Фактическая выработка электроэнергии в 2017 году — 2177 млн кВт·ч. Оборудование станции включает в себя четыре турбоагрегата мощностью по 100 МВт. Также имеется 8 котлоагрегатов. Сооружения и оборудование станции достигли высокой степени износа, в связи с чем планируется строительство новой Артёмовской ТЭЦ-2, после ввода в эксплуатацию которой, намеченного на 2026 год, Артёмовская ТЭЦ будет остановлена и демонтирована. Принадлежит АО «Дальневосточная генерирующая компания».

### Партизанская ГРЭС
Расположена в г. Партизанске. Паротурбинная электростанция, в качестве топлива использует каменный уголь. Эксплуатируемые в настоящее время турбоагрегаты станции введены в эксплуатацию в 1958—2010 годах. Установленная электрическая мощность станции — 203 МВт, тепловая мощность —160 Гкал/час. Фактическая выработка электроэнергии в 2017 году — 994 млн кВт·ч. Оборудование станции включает в себя три турбоагрегата, мощностью 82, 80 и 41 МВт. Также имеется 5 котлоагрегатов. Принадлежит АО «Дальневосточная генерирующая компания».

### ТЭЦ «Восточная»
Расположена в г. Владивостоке. Газотурбинная теплоэлектроцентраль, введена в эксплуатацию в 2018 году. Установленная электрическая мощность станции — 139,5 МВт, тепловая мощность — 432 Гкал/час. Оборудование станции включает в себя три турбоагрегата мощностью 46,5 МВт. Также имеется три котла-утилизатора, три водогрейных котла и два паровых котла. Принадлежит АО «РАО ЭС Востока» (дочернее общество ПАО «РусГидро»).

### Мини-ТЭЦ
На о. Русском (г. Владивосток) расположены три газотурбинные мини-ТЭЦ общей установленной электрической мощностью 49,8 МВт и тепловой мощностью 163,6 Гкал/час:
- Мини-ТЭЦ «Центральная», 33 МВт, 123,3 Гкал/ч, 5 турбоагрегатов по 6,6 МВт, введена в эксплуатацию в 2012—2014 годах;
- Мини-ТЭЦ «Океанариум», 13,2 МВт, 29,5 Гкал/ч, 2 турбоагрегата по 6,6 МВт, введена в эксплуатацию в 2014 году;
- Мини-ТЭЦ «Северная», 3,6 МВт, 10,8 Гкал/ч, 2 турбоагрегата по 1,8 МВт, введена в эксплуатацию в 2012 году, по состоянию на 2017 год законсервирована.

Мини-ТЭЦ эксплуатируются с невысокой загрузкой, мини-ТЭЦ «Северная» законсервирована, общая фактическая выработка электроэнергии мини-ТЭЦ в 2017 году составила 96,6 млн кВт·ч. Принадлежат АО «ДВЭУК».

### Дизельные электростанции
Дизельные электростанции обеспечивают электроэнергией отдельные небольшие населённые пункты, не подключённые к единой энергосистеме (зона децентрализованного энергоснабжения). Всего эксплуатируется 74 ДЭС общей мощностью 21,5 МВт, которые в 2017 году выработали 14,9 млн кВт·ч электроэнергии. Почти все из них находятся в муниципальной собственности. Большинство дизельных электростанций расположены в Красноармейском, Тернейском и Чугуевском районах.

## Потребление электроэнергии
Потребление электроэнергии в Приморском крае в 2017 году составило 13 124 млн кВт·ч, максимум нагрузки — 2311 МВт. Таким образом, Приморский край является энергодефицитным регионом по электроэнергии, что компенсируется перетоками из энергоизбыточной Амурской области транзитом через Хабаровский край. В структуре потребления электроэнергии в регионе по состоянию на 2017 год лидируют население (29,3 %), транспорт и связь (12,9 %). Крупнейшие потребители электроэнергии в Приморском крае по состоянию на 2017 год — ОАО «РЖД» (1214 млн кВт·ч), ОАО «Спасскцемент» (295 млн кВт·ч), ООО «Дальнефтепровод» (165 млн кВт·ч). Функции гарантирующего поставщика электроэнергии выполняет АО «Дальневосточная энергетическая компания» (дочернее общество ПАО «РусГидро»).

## Электросетевой комплекс
Энергосистема Приморского края входит в ЕЭС России, являясь частью Объединённой энергосистемы Востока, находится в операционной зоне филиала АО «СО ЕЭС» Приморское РДУ. Связана с энергосистемой Хабаровского края по одной ВЛ 500 кВ, трём ВЛ 220 кВ и одной ВЛ 110 кВ. Общая протяженность линий электропередачи напряжением 35 кВ и выше в Приморском крае по состоянию на 2017 год составляет 8756 км (по цепям), в том числе ВЛ 500 кВ — 1071 км, ВЛ 220 кВ — 2335 км, ВЛ 110 кВ — 3185 км, ВЛ 35 кВ — 2165 км. Электрические сети напряжением 220 и 500 кВ эксплуатируются ПАО «ФСК ЕЭС», напряжением 110 кВ и ниже — АО «Дальневосточная распределительная сетевая компания» (в основном), а также муниципальными и ведомственными электросетевыми организациями.

## Теплоснабжение
Теплоснабжение в Приморском крае обеспечивают более 800 различных источников общей тепловой мощностью 9106 Гкал/ч. Это крупные тепловые электростанции и мини-ТЭЦ, котельные АО «Дальневосточная генерирующая компания» (в том числе Владивостокская ТЭЦ-1), а также большое количество муниципальных и ведомственных котельных, на которые и приходится большая часть тепловой мощности (более 6000 Гкал/ч). Отпуск тепловой энергии в 2017 году составил 8252 тыс. Гкал, в том числе крупные тепловые электростанции — 3750 тыс. Гкал, мини-ТЭЦ — 165 тыс. Гкал, котельные АО «Дальневосточная генерирующая компания» — 1409 тыс. Гкал, прочие котельные — 2928 тыс. Гкал.